# 北村浩嘉
北村 浩嘉（きたむら ひろよし）は、日本の実業家。アメリカンホーム医療・損害保険株式会社代表取締役社長兼CEOや、一般社団法人外国損害保険協会副会長を務めた。

## 人物・経歴
1985年明治学院大学文学部卒業。1988年アリコジャパン入社。1995年ニューヨーク大学経営大学院修了。アメリカンホーム医療・損害保険取締役副社長を経て、2014年から同社代表取締役社長兼CEOを務め、通販型自動車保険販売日本撤退に伴い新規契約の販売終了の処理などにあたった。外国損害保険協会副会長も務めた。2020年オリックス生命保険取締役。